# سريل أباد (أختاتشي محالي)
سريل أباد (بالفارسية: سریل‌آباد) هي قرية تقع في إيران في أذربيجان الغربية. يقدر عدد سكانها بـ 93 نسمة بحسب إحصاء 2016.